# Ten Inch Hero
Ten Inch Hero è un film indipendente, girato nel 2007 dal regista David Mackay e scritto da Betsy Morris. Tra gli attori figurano Elisabeth Harnois, Clea DuVall, Sean Patrick Flanery, Jensen Ackles, Danneel Harris, Alice Krige e John Doe.
Il film non è mai stato distribuito nelle sale, ma è stato presentato a diversi festival.

## Trama
Piper si è trasferita a Santa Cruz, in California, perché è convinta di aver trovato la figlia Julia, che ha dato in adozione quando aveva quindici anni. Trova lavoro in una paninoteca gestita da un hippie dove lavorano altri tre impiegati. La sua vita si trova così intrecciata con quella di Trucker, proprietario del locale follemente innamorato della presunta "strega" Zo, di Tish, avvenente ragazza che tra le sue molte relazioni è alla ricerca del ragazzo giusto, di Pristley, eccentrico ma sensibile ragazzo che nasconde a tutti il suo vero nome, e di Jen, timida e gentile ragazza che ha paura di incontrare l'uomo conosciuto su internet a causa del suo aspetto fisico.

## Curiosità
- Jensen Ackles, che interpreta Priestly, e Danneel Harris, che interpreta Tish, si sono sposati nella vita reale il 15 maggio 2010. Il 30 maggio 2013 è nata la loro prima figlia, Justice Jay Ackles. Il 10 Agosto 2016 la coppia ha annunciato di aspettare due gemelli, un maschio e una femmina.